# Renne (Aujon)
Die Renne ist ein Fluss in Frankreich, der im Département Haute-Marne in der Region Grand Est verläuft. Sie entspringt beim Ort Valdelancourt, im Gemeindegebiet von Autreville-sur-la-Renne,  entwässert in generell Richtung Nordwest und mündet nach insgesamt rund 20 Kilometern im Gemeindegebiet von Rennepont als rechter Nebenfluss in den Aujon.

## Orte am Fluss
(Reihenfolge in Fließrichtung)
- Valdelancourt, Gemeinde Autreville-sur-la-Renne
- Autreville-sur-la-Renne
- Saint-Martin-sur-la-Renne, Gemeinde Autreville-sur-la-Renne
- Lavilleneuve-au-Roi
- Montheries
- Rennepont